# Oncocnemis senica
Oncocnemis senica är en fjärilsart som beskrevs av Eduard Friedrich Eversmann 1856. Oncocnemis senica ingår i släktet Oncocnemis och familjen nattflyn. Inga underarter finns listade i Catalogue of Life.